# Komet Pigott-LINEAR-Kowalski
Komet Pigott-LINEAR-Kowalski ali 226P/Pigott-LINEAR-Kowalski je periodični komet z obhodno dobo približno 7,1 let.
Pripada Jupitrovi družini kometov.

## Odkritje[1]
Komet je odkril že 19. novembra 1783 angleški astronom Edward Pigott (1753–1825). V programu LINEAR so 5. januarja 2003 komet ponovno odkrili in je takrat dobil oznako C/2003 A1 (LINEAR). Predvidevali so, da je to isti komet kot izgubljeni komet, ki ga je odkril že Pigott. Leta 2009 (10. septembra) ga je ponovno v okviru programa Catalina Sky Survey našel Richard A. Kowalski. Takrat so tudi potrdili, da je to isti komet, kot ga je našel že Pigott.